# تلانس
شهر تلانس (به فرانسوی: Talence) در شهرستان ژیروند در ناحیه ناحیه آکیتن با جمعیت ۴۰٬۹۲۰ نفر در کشور فرانسه واقع شده‌است